# Martina Thorogood
Martina Thorogood Heemsen (Valencia, Venezuela; 4 de octubre de 1972) es una modelo y reina de belleza venezolana, ganadora del concurso Miss Venezuela en 1999. Thorogood representó a su país en el certamen Miss Mundo 1999 en Londres, Reino Unido, el 4 de diciembre de 1999, donde logró el título de Primera Finalista.
Martina es nacida y criada en la ciudad de Valencia, Estado Carabobo, proveniente de una de las familias más pudientes y adineradas de Venezuela, es hija del empresario Philip Thorogood y de la ama de casa Ingrid Heemsen, siendo también familiar directa del General Sucre. Tiene ascendencia inglesa y alemana por parte de sus abuelos .
Tiene un hermano mayor llamado Jorge y una hermana menor de nombre Simona. 
Recién egresada de sus estudios universitarios en Relaciones Internacionales y Estudios Latinoamericanos, en el Lake Forest College, de Chicago, Estados Unidos, donde estudió con numerosas celebridades estadounidenses, ingresó a trabajar como ejecutiva de una importante firma de publicidad, donde tiempo después en mayo de 1999 fue contactada por Osmel Sousa el presidente de la Organización Miss Venezuela, invitándola a participar en el concurso nacional como la representante del Estado Miranda para el mes de septiembre del mismo año. 
Martina fue una de las más grandes favoritas del Miss Venezuela 1999 destacando por su alta formación académica, imponente  pasarela  e inigualable belleza y rasgos físicos. 
Llegada la fecha del evento, indudablemente Thorogood se alzó con la corona, venció a otras fuertes candidatas como Norkys Batista, Marjorie de Sousa, Claudia Moreno (posterior Miss Venezuela y primera-finalista de Miss Universo 2000) y María Luisa Flores.
Todo iba de manera normal y tranquila como ganadora del Miss Venezuela hasta que la familia Morley, dueños del concurso de belleza Miss Mundo, exigieron a Osmel Sousa, presidente de la Organización Miss Venezuela, que deseaban en su concurso a una Miss Venezuela titular. Por eso Sousa envió a Thorogood a competir al Miss Mundo 1999. Allí clasificó como primera finalista. Según las nuevas reglas Martina también iría al Miss Universo 2000. Pero varios directores nacionales de concursos de belleza de países de América Latina se quejaron ante el concurso estadounidense, y los organizadores del Miss Universo rechazaron a Martina como candidata, ya que por ser primera finalista del Miss Mundo, consideraban su imagen como ligada a ese certamen. Como consecuencia, se tuvo que buscar a una sustituta entre varias candidatas de ediciones pasadas del Miss Venezuela, resultando escogida Claudia Moreno, Miss Distrito Federal 1999, quien finalmente viaja a Miss Universo y ocupa la segunda posición.
Desde noviembre del año 2000, está casada con el empresario Juan José Fernández, y en 2002 tuvo a su primer hijo, tiempo después Martina tuvo 2 hijos más. La familia vive en Valencia, Venezuela.
Actualmente ella se encuentra desempeñado labores diplomáticas como oficial consular de los Estados Unidos en la Embajada Americana de Ciudad de México y los consulados de Guadalajara y Monterrey del mismo país; de igual manera lo ha hecho en las dependencias estadounidenses en Venezuela como lo son las de Caracas y Maracaibo.